# Ganglio centinela
Se define como ganglio centinela al primer ganglio de una cadena linfática que drena un territorio tisular determinado, de manera que, antes de proseguir su camino por la cadena, toda la linfa proveniente de dicho territorio debe pasar primero por el ganglio centinela.
Dicho concepto es de gran trascendencia en el campo de la oncología. De la misma manera que la linfa de un territorio determinado debe progresar escalonadamente por los ganglios de una cadena linfática, las células tumorales que pudieran desprenderse de este mismo territorio, cuando es neoplásico, deberán circular escalonadamente por los ganglios de la cadena, siendo el primero de ellos el centinela. 
Así pues, se puede decir que el estatus del ganglio centinela, en cuanto a su invasión o no por células neoplásicas, puede traducir, con una elevada exactitud, el estatus del resto de la cadena del cuerpo.
El primer caso de ganglio centinela en cáncer fue reportado por el Dr. Cabañas en la década de 1970 al tratar casos de cáncer de pene. El Dr. Cabañas es el padre del concepto de ganglio centinela en la cirugía moderna en los años 90 la técnica se popularizó con el mapeo linfático en pacientes con Melanoma por el profesor Morton, sin embargo, la mayor notoriedad de la técnica de ganglio centinela se desarrolló en cáncer de mama después que el Dr. Armand Giuliano en 1998, alumno del Dr. Morton desarrollo y empieza a aplicar la técnica en cáncer de mama. Siendo el Cáncer de Seno sumamente frecuente en la población femenina la técnica de ganglio centinela rápidamente se difundió en todo el mundo. En América Latina el primer reporte se encuentra en Guatemala por el Dr. Sergio Ralon en el Hospital General San Juan de Dios en el año 1998 en pacientes con cáncer de mama

## Usos
Este principio se aplica actualmente para el estudio de dos tipos de neoplasia: mama y melanoma, aunque experimentalmente se está probando también en colon, estómago, tiroides y esófago, así como en algunos tumores poco frecuentes como el de células de Merckel.

## Objetivo
La base de esta exploración es la siguiente:
-	Si el GC es negativo (sin invasión tumoral) el resto de la cadena también lo será, con las implicaciones pronósticas y terapéuticas que ello conlleva.
-	Si el GC es positivo, el resto de la cadena puede o no serlo, pero se debe proceder a la linfadenectomía de la zona y a las actuaciones terapéuticas adicionales que procedan.
en la actualidad después de los resultados de ensayos clínicos se determina que solamente es necesario tener el resultado del GC para tomar la decisión de quimioterapia postoperatoria sin necesidad de realizar una disección ganglionar completa, incluso cuando se ha utilizado neoadyuvancia y los ganglios eran positivos para metástasis ganglionar,

## Ventajas
La importancia de la técnica es doble:
-	Evitar la linfadenectomía completa de la cadena afectada. (sólo en los casos en los que el GC es negativo para células neoplásicas).
-	Realizar una mejor estadificación ganglionar (segundo factor del sistema de estadiaje TNM), puesto que se estudia en profundidad a aquel ganglio con una máxima probabilidad de invasión tumoral (el Ganglio Centinela).

## Técnica
Para efectuar el estudio del GC, se debe encontrar un trazador que, de alguna manera, simule el comportamiento que tendría una célula maligna desprendida del tumor principal. Se han estudiado varias sustancias, siendo la más frecuentemente utilizada el nanocoloide (sulfuro coloidal) marcado con 99mTc.  
Dicho trazador se administra a nivel del lecho tumoral, ya sea peritumoral o intratumoral en el caso del cáncer de mama e intradérmico en el caso del melanoma. Normalmente la administración se efectúa mediante 4 inyecciones, para intentar cubrir todas las posibles direcciones por las que, potencialmente, pueda migrar una célula maligna. Sólo hay una excepción, que es la neoplasia de mama no palpable. En estos casos, como la punción debe hacerse por control ecográfico, tan sólo se administra una dosis del trazador, a ser posible intratumoral.
Para la realización de este tipo de exploraciones se precisan dos equipos: gammacámara (a ser posible monocabezal por su más fácil maniobrabilidad) y una sonda gamma intraoperatoria (con el objeto de poder localizar la actividad emitida por el GC intraoperatoriamente).
En el caso de cirugía de cáncer mamario, además del radiofármaco (99mTC), se utiliza un tinte azul intraoperatoriamente.  El radiofármaco se inyecta antes de la operación.  El tinte azul,  el más utilizado es Lymphazurin (isosulfan blue) se inyecta cuando la paciente ya está bajo la anestesia.  El tinte azul es captado por los canales linfáticos y permite una identificación visual del ganglio centinela.  Esto permite más facilidad al cirujano y más precisión, ya que utilizando ambas técnicas, la probabilidad de encontrar el ganglio centinela aumenta.  Esto hace el procedimiento más efectivo y preciso.  
El tinte más usado en Norteamérica es el azul isosulfan, sin embargo, también es ampliamente usado el azul patente y el azul de metileno. Cada uno tiene sus ventajas y desventajas. En los países con poco acceso a tecnología costosa es frecuente ver los reportes del uso únicamente del azul de metileno. En Guatemala se reporta por Sergio Ralon y Guillermo Puente jefes de Cirugía y de la clínica de Tumores del Hospital San Juan de Dios en Guatemala ciudad una de las primeras experiencias utilizando únicamente el uso de azul de metileno tanto para el mapeo linfático y ganglio centinela en cáncer de seno como en cáncer gástrico el cual reporta indíces bastante buenos y aceptables de detección del ganglio centinela como predictor del estatus ganglionar en estos tipo de cáncer